# 김포시 (선거구)
김포시는 대한민국의 옛 국회의원 선거구이다. 당시 경기도 김포시 지역을 관할했다.

## 역사
1998년 4월 1일을 기해 경기도 김포군이 김포시로 승격되었다. 이에 대한민국 제16대 국회의원 선거를 앞두고 김포군 선거구가 김포시 선거구로 개편되었다. 
대한민국 제20대 국회의원 선거를 앞두고 김포시의 인구 상한선 초과로 인하여 김포시 선거구가 김포시 갑, 김포시 을 선거구로 나뉘면서 폐지되었다.

## 역대 국회의원
| 선거   | 정당 | 정당         | 의원   |
| ------ | ---- | ------------ | ------ |
| 2000년 |      | 새천년민주당 | 박종우 |
| 2004년 |      | 한나라당     | 유정복 |
| 2008년 |      | 한나라당     | 유정복 |
| 2012년 |      | 새누리당     | 유정복 |
| 2014년 |      | 새누리당     | 홍철호 |

## 역대 선거 결과

### 대한민국 제16대 국회의원 선거
|  | 42.85% |

|  | 26.75% |

|  | 19.84% |

|  | 8.43% |

|  | 2.11% |

### 대한민국 제17대 국회의원 선거
|  | 47.74% |

|  | 43.88% |

|  | 4.11% |

|  | 1.42% |

|  | 1.13% |

|  | 0.70% |

|  | 0.66% |

|  | 0.33% |

### 대한민국 제18대 국회의원 선거
|  | 65.57% |

|  | 28.71% |

|  | 3.83% |

|  | 1.07% |

|  | 0.80% |

### 대한민국 제19대 국회의원 선거
|  | 56.48% |

|  | 41.45% |

|  | 1.22% |

|  | 0.83% |

### 2014년 대한민국 재보궐선거
|  | 53.45% |

|  | 43.10% |

|  | 2.08% |

|  | 0.99% |

|  | 0.35% |